# CUS Catania Hockey
Il CUS Catania Hockey è la sezione di hockey su prato del Centro Universitario Sportivo di Catania, fondata nel 1969. Dal 1990 disputa i suoi incontri al Campo Comunale Dusmet.

## Voci correlate

La squadra maschile nel 1978

## Palmarès

### Sezione femminile

#### Competizioni nazionali

Il Cus Catania campione d'Italia 1991-'92

Il Cus Catania campione d'Italia 1993-'94

- Scudetto: 7

1989-90, 1990-91, 1991-92, 1992-93, 1993-94, 1995-96, 2013-14
- Scudetto indoor: 6

1979-80, 1984-85, 1987-88, 1990-91, 1992-93, 1996-97
- Coppa Italia: 5

1989-90, 1994-95, 1995-96, 2002-03, 2011-12

#### Competizioni internazionali
- Women's EuroHockey Club: 2

1993, 1997